# Horst Freiberger (Fußballspieler)
Horst Freiberger (* 28. Dezember 1985 in Wien) ist ein ehemaliger österreichischer Fußballspieler auf der Position eines Stürmers.

## Karriere
Freiberger begann seine Karriere in der Jugendmannschaft des SK Rapid Wien. 1999 wechselte er innerhalb der Jugend zum VfB Admira Wacker Mödling, von dem er in die erste Mannschaft des ASV 13 in Wien kam und seine ersten Sporen in der unterklassigen Oberliga A verdiente. Über den ASV 13 wechselte er 2003 zum First Vienna FC, bei dem er zwei Jahre aktiv war.
2005 kehrte er zu Rapid zurück und spielte bis 2008 bei den Amateuren. In dieser Zeit gehörte Freiberger auch zeitweise dem Profi-Kader der Hütteldorfer an und fungierte am 14. Juli 2007 beim UI-Cup-Auswärstspiel bei Slovan Bratislava als Ersatzspieler. Danach war Freiberger ein halbes Jahr ohne Verein. Im Jänner 2009 klopfte dann zuerst die SV Ried und der SCR Altach an, wobei er auch beim deutschen Drittligisten FC Erzgebirge Aue ein Probetraining absolvierte. Letztlich entschied sich der Stürmer für die Vorarlberger.
Sein Debüt in der höchsten österreichischen Spielklasse gab Freiberger am 10. März 2009 gegen LASK Linz. Er wurde in der 84. Minute für Dursun Karatay eingewechselt. Das Spiel endete 1:1. Im Sommer 2009 trainierte der Stürmer beim schottischen Klub Hamilton Academical mit und absolvierte anschließend beim Scottish-Premier-League-Verein Heart of Midlothian mehrere Probetrainings. Schließlich wechselte Freiberger für die Saison 2009/10 aber zum FC Pasching in die Regionalliga Mitte. Danach kehrte der Wiener in seine Heimatstadt zurück und spielte ab Sommer 2010 für FAC Team für Wien in der Regionalliga Ost. Bis zur Winterpause erzielte Freiberger 6 Treffer (inkl. Cup) und führte damit die klubinterne Schützenlist an. Während der Winterpause kam es aber aufgrund von Unstimmigkeiten mit der Klubführung zur Trennung. Innerhalb der Liga wechselte Freiberger zum SV Schwechat, wo er mit einer Schulterverletzung zu kämpfen hatte und dadurch bis Saisonende nur auf drei Einsätze kam. Im Sommer 2011 startete Freiberger, wieder genesen, in die neue Saison.
Weitere Stationen von Freiberger waren u. a. SC Ritzing, SC Wiener Viktoria, SV Wimpassing, SV Würmla, FSG Oberpetersdorf/S., SV Sieghartskirchen, UFC St. Georgen, Casino Baden und der 1. SV Maria Anzbach. Um das Jahr gehörte er als Spieler kurzzeitig der DSG Spice Balls an.

## Sonstiges
Horst Freiberger ist der Urenkel des österreichischen Fußballnationalspielers Johann Ostermann. Freiberger hatte einige Auftritte als Model in der ATV-Sendung Hi Society, in der er unter anderem neue Produkte testete. Der Stürmer spielt auch in dem Musikvideo zum Song Sag doch einfach des steirischen Pop-Duos Luttenberger*Klug mit. Freiberger gründete außerdem das Freiberger Athletic Sport Team (kurz FASTeam), das es sich zur Aufgabe macht, Profisportler und gesundheitsbewusste Personen im Fitnessbereich zu unterstützen.
Sein Bruder Robin Freiberger ist ebenfalls Fußballspieler.